# Йоахім Деке
Йоахім Деке (нім. Joachim Deecke; 29 червня 1912, Любек — 31 жовтня 1943, Атлантичний океан) — німецький офіцер-підводник, капітан-лейтенант крігсмаріне. Кавалер Німецького хреста в золоті.

## Біографія
1 квітня 1933 року вступив на флот. З 21 жовтня 1940 по 8 червня 1941 року — командир підводного човна U-9, з 21 серпня 1941 по 20 грудня 1942 і з 12 лютого 1943 року — U-584, на якому здійснив 9 походів (разом 328 днів у морі). 31 жовтня 1943 року човен був потоплений в Північній Атлантиці північніше Азорських островів (49°14′ пн. ш. 31°55′ зх. д.) торпедами трьох бомбардувальників «Евенджер» з ескортного авіаносця ВМС США «Кард». Всі 53 члени екіпажу загинули.
Всього за час бойових дій потопив 4 кораблі загальною водотоннажністю 18 684 тонни.
| Дата            | Назва корабля | Тип               | Тоннаж | Вантаж                                 | Екіпаж | Загинули | Країна             | Конвой |
| --------------- | ------------- | ----------------- | ------ | -------------------------------------- | ------ | -------- | ------------------ | ------ |
| 10 січня 1942   | М-175         | Підводний човен   | 206    |                                        | 21     | 21       | СРСР               |        |
| 11 вересня 1942 | Empire Oil    | Паровий танкер    | 8,029  | Баласт                                 | 53     | 3        | Британська імперія | ON-127 |
| 11 вересня 1942 | Hindanger     | Торговий теплохід | 4,884  | Баласт                                 | 41     | 1        | Норвегія           | ON-127 |
| 5 травня 1943   | West Madaket  | Торговий пароплав | 5,565  | Баласт (100 тонн піску і 75 тонн води) | 61     | 0        | США                | ONS-5  |

## Звання
- Кандидат в офіцери (1 квітня 1933)
- Фенріх-цур-зее (1 липня 1934)
- Оберфенріх-цур-зее (1 квітня 1936)
- Лейтенант-цур-зее (1 жовтня 1936)
- Оберлейтенант-цур-зее (1 жовтня 1938)
- Капітан-лейтенант (1 квітня 1941)

## Нагороди
- Медаль «За вислугу років у Вермахті» 4-го класу (4 роки)
- Іспанський хрест в сріблі з мечами (1 червня 1939)
- Залізний хрест
  - 2-го класу (22 жовтня 1940)
  - 1-го класу (20 березня 1942)
- Нагрудний знак підводника (20 грудня 1941)
- Німецький хрест в золоті (5 січня 1944)